# Dobbin (Dobbertin)
Dobbin ist ein Ortsteil der Gemeinde Dobbertin im Amt Goldberg-Mildenitz im Landkreis Ludwigslust-Parchim in Mecklenburg-Vorpommern am westlichen Rande des Naturparks Nossentiner/Schwinzer Heide.

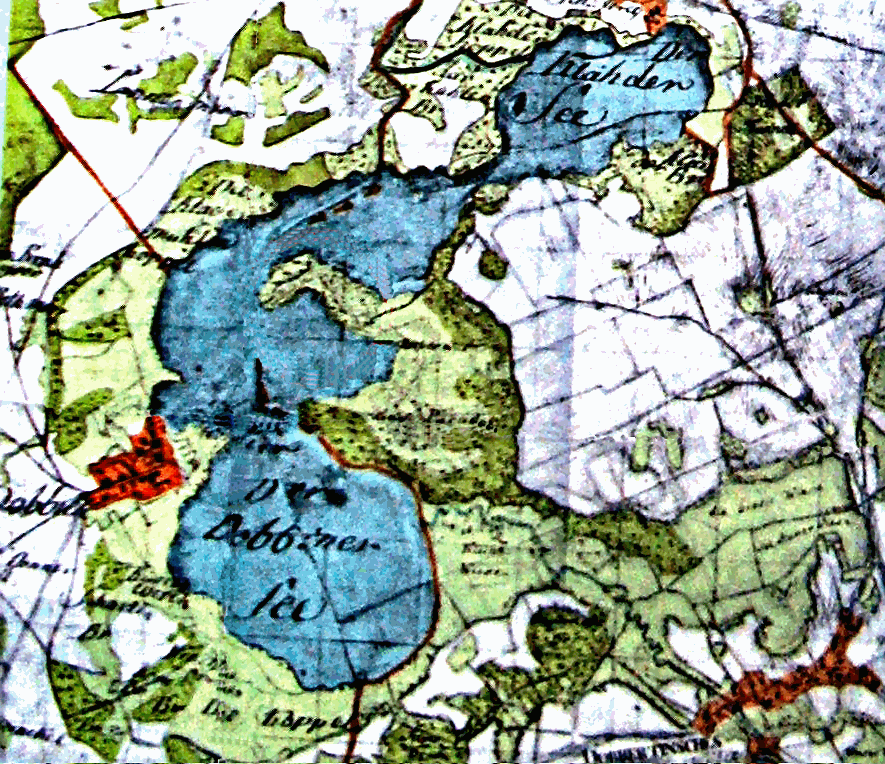
Klädener See, Dobbiner See und Dobbin auf der Wiebekingschen Karte von 1786. Die Wasserflächen wurden seit Ende des 18. Jahrhunderts trockengelegt.

Koordinaten: 53° 38′ N, 12° 2′ O

## Geographie
Das Dorf Dobbin liegt vier Kilometer westlich vom Klosterdorf Dobbertin. Nordöstlich des Ortes befindet sich die Dobbiner Plage, der bis ins 19. Jahrhundert trockengelegte Dobbiner See im Landschaftsschutzgebiet Mittleres Mildenitztal. Inmitten der Dobbiner Plage liegt das Flächennaturdenkmal Teilfläche Paradieskoppel Dobbertin mit ihren Wacholdersträuchern. Das einstige Kirchenland mit dem alten Flurnamen Paradieskoppel ist über die Anhöhe Brink und den dorfnahen Kalverbarg, an dem Kälber aufgezogen wurden, erreichbar. Südlich der Paradieskoppel grenzt bis an die Mildenitz die Ochsenkoppel, auch Swinägel genannt. Sie wurde erst als Schweineweide, danach als Ochsenkoppel genutzt. Nordwestlich des Ortes liegt der Dobbiner Forst, die Dobbiner Tannen.
Westlich von Dobbin verlief als wichtiger Verbindungsweg zwischen Parchim und Güstrow die Alte Güstrower Landstraße. Heute endet in Dobbin nur eine Straßenanbindung von der parallel zum Dobbertiner See verlaufenden Kreisstraße 24 von Below nach Dobbertin.
Die Ortsbebauung liegt auf einer Geländehöhe von etwa 44 bis 48 m. ü. NHN.

## Geschichte
Dobbin war in der Vorgeschichte durch den leichten Boden und die Nähe zu fischreichen Gewässern ein bevorzugtes Siedlungsgebiet. Ein Beweis für die Besiedlung der Dobbiner Feldmark sind die reichhaltigen Fundstellen, aus der Steinzeit, Bronzezeit, Eisenzeit und Slawenzeit. Zu nennen sind z. B. eine unterirdische Steinkammer, ein Hügelgrab mit diversen Beigaben und ein Urnenfeld am Ufer des Dobbertiner Sees.
Das erste von den Slawen angelegte Dorf befand sich mit einem Burgwall am Dobbiner See an der Stelle des heutigen Dobbins. Am Nordufer des Sees lag im Mildenitzbogen eine slawische Siedlung up de Dörpstädt (auf der Dorfstätte), die heute noch Dorfstätte heißt. Slawische Scherben, Kohlereste und Lehmstücke fand man auch an der Nordwestspitze des Dobbertiner Sees, nahe der Jagerwisch, einer versumpften Wiese. In der ältesten, nicht mehr im Original erhalten gebliebenen Klosterurkunde von 1227 wurde Dobbin erstmals mit 40 Hufen erwähnt. Johann und Nicolaus als Fürsten zu Mecklenburg bestätigten diesen Güterbesitz des Benediktinerklosters Dobbertin.
1275 verkaufte Nicolaus von Werle dem Propst Volrad und dem Kloster Dobbertin für 650 und zehn Mark das Dorf Dobbin mit seinem Land, dem Wald, den Gewässern, Wiesen und Weiden und dem angrenzenden später wüst gewordenen Ort Devstorp. Dies dürfte die erste urkundliche Erwähnung des Ortes sein. Die Grenzen der Feldmarken von Dobbin und Devstorf verliefen im Osten mit dem See Wostrowitz (Südbecken des damaligen Dobbiner Sees) und der Mildenitz bis dicht vor Dobbertin. Im Norden war es die Mildenitz beim alten Dorf Kläden.
Der Ortsname Dobbin ist slawischen Ursprungs. Er leitet sich vom Wort dober (gut) ab und wird als Ort des Guten gedeutet.
Die Herkunft des Namens Devstorf ist fraglich. In einer Urkunde von 1275 ist erwähnt: „villam Deuestorpe, adia centem conterminis ville Dobin“ (...des Dorfes Devestorp, das an die Feldmark des Dorfes Dobbin anstößt...).
Schon im 14. Jahrhundert sind weite Flächen des kümmerlichen Sandbodens der Dobbiner Flur ungenutzt und wüst gewesen. Sie waren von Heide und Kierfernwald bedeckt. Man bezeichnete die Dobbiner Hufen geringschätzig als Sandhufen und die Bauern brauchten damals nur die halbe Steuer zahlen. Doch schon bald hatte man große abgetrennte Flächen im Osten der Mühle von Dobbertin und im Norden dem Klädener Müller zur Nutzung übergeben. Ende des 13. Jahrhunderts war auch Devstorf von seinen Bewohnern verlassen.
Dobbin wurde 1428 urkundlich durch den Dobbertiner Propst Nicolaus Behringer erwähnt. In der Klosterurkunde von 1448 hatte der Propst Nicolaus Beringer mit den Priorinnen Anna Wamekow und Ghese Dessyn vom Konvent der Anna Pulen 10 Lübische Mark quittiert, für die sie eine Mark Rente aus dem Dorf Dobbin erhielten. Das an der Urkunde beschädigte an roten Seidenfäden hängende Büffelkopfsiegel des Fürsten Johann von Werle stammte aber schon von einer Urkunde aus dem Jahr 1227 und stellte sich somit als eine kuriose Urkundenfälschung des Mittelalters heraus. Aus der Pacht von Dobbin erhielt 1449 der Propst Beringer 20 Lübische Mark.
Nach Angaben des Kaiserbederegisters von 1469 hatte Dobbin 49 Einwohner. Im Steuerregister von 1540 waren elf Sandhufen und sieben Katen angegeben, von denen damals fünf Gehöfte und ein Katen niederbrannten. Die Hufen gehörten den Bauern Hans Berndes, Hinrik Westfal, Clawes Waltze, Hinrik Dobbertin, Achim Roggentin und Hans Mowe. Abgebrannt waren die Hufen von Magnus Ribelmann, Hinrich Badegow, Dinnes Vernike, Hinrik Hovemann und Hans Wenike. Im Katen wohnten Michael Hacke, Hinrick Vicke, Bertel Hermanns, Wile Willmers und Titke Schreder. Achim Eyckelbergs Katen war ebenfalls abgebrannt und der von Achim Koneke stark verwüstet. 1508 wurde der Dobbiner Reymer Passow durch das Klosteramtsgericht als Zeuge eines Verkaufs genannt.
1588 wurde der junge Tias Ecklenbargk zum Dorfschulzen (Bürgermeister) bestimmt und durfte erst nach Zustimmung des Dobbertiner Klosterhauptmanns Joachim von Bassewitz die Tochter von Schulze heiraten. Bei der Heirat erhielt er als Altenteil schon lebenslanges Wohnrecht mit ausreichender Versorgung, dazu ein Pferd, eine Kuh, sechs Schafe und Inventar. Der Schmied Heinrich Holste heiratete Langes Tochter Sanne und übernahm auch dessen Schmiede. Im Amtsprotokollbuch des Klosters von 1591 ist u. a. vermerkt: ein Holzdiebstahl durch Chim Schröder aus dem Paradiese, Körperverletzung bei einer Schlägerei zwischen dem Hirten Benedix aus Zidderich, dem Bauer Jacob Voege zu Below und dem Schulzen Mattias Ecklenbargk zu Dobbin.
1592 erhielten die Dobbiner Bauern die Fischereiberechtigung für den Dobbiner und Klädener See. Im Klagebuch des Klosteramtsgericht ist 1596 zu lesen, dass es zwischen zehn Dobbiner Bauern Streit um mehr Land gab. „Damit der Acker auf's Neue nicht voneinander möge gemessen werde“, sollte man sich vergleichen und nur der Schulze durfte den Dorfbullen halten.
Vor Beginn des Dreißigjährigen Krieges (1618–1848) wohnten 18 Bauern in Dobbin. Das Dorf war 1618 nicht so abgelegen wie heute, denn es lag an der wichtigen Alten Güstrower Landstraße zwischen Parchim und Güstrow. Auch manche Flurnamen, wie de Bullenwisch als Weide der Dorfbullen oder de Schultenbarg, ein Ackerstück das der Dorfschulze als Vergütung für die Verwaltungsarbeit in Nutzung hatte, erinnern an das einst große Bauerndorf. 1627 erhielt Thies Dobbertin vom Klosterhauptmann Georg von Linstow das Einverständnis zur Heirat seiner Tochter mit dem Techentiner Hagen Bürtigk und der Dorfschulze eine Genehmigung zum Anbau eines Wagenschauers.
Während des Dreißigjährigen Krieges wurden 1637 auch in Dobbin fast sämtliche alten Familien von ihren Höfen vertrieben. Nach einem Vermerk im Rechnungsbuch des Klosteramtes hatte man keine Steuerzahlung mehr „aus diesem Dorfe zu empfangen, weil es der schwedische Oberst Hunich mit seinen Soldaten ausgezehret“. 1648, nach Kriegsende, waren nur noch fünf Bauernstellen besetzt. Mit Ende des Schwedisch-Polnischen Krieges war Dobbin vom Dezember 1659 bis zum September 1660 wieder von Einquartierungen, diesmal von kaiserlicher Truppen betroffen.
Mit dem Dorfschulzen Joachim Eickelbarg wohnten 1661 noch die Bauern Hinrich Jahrlingk, Tewes, Michel und Thieß Poßel, Johan Eichelbergk und Hanß Lemke in Dobbin. Die Stellen von Chim Poßel, Hanß Badegow, Chim Dolge, Peter Havemann, Franß Bluder, Hanß Könecke waren wüst. Es soll aber noch sechs Hauswirte und eine Schmiede gegeben haben. Bei der Lieferung von Rekruten an die preußische Armee aus den Klosterdörfern wurde am 10. Februar 1761 der Haußmann Köpcken nach Tessin geführt.

### Dobbiner Plage
Als Dobbiner Plage wird die bis ins 19. Jahrhundert trockengelegte Fläche des einstigen Dobbiner Sees, der slawisch Wostrowitz genannt wurde, bezeichnet. Die durch die Melioration gewonnenen Wiesenflächen hatte man der Dobbiner Feldmark zugeordnet und das Grünlandgebiet wurde danach als Mähwiese und Viehweide genutzt. Zur ständigen Entwässerung der Plage wurde Anfang 1934 mit dem weiteren Mildenitzausbau in Verantwortung des Dobbertiner Forstmeisters Karl Beese mit der Staatlichen Gutsverwaltung begonnen.
Nach dem Protokoll vom 15. Juli 1935 wurden die Wiesenflächen der Plage auf die Dauer von zehn Jahren an die Dobbiner Hahn, Klevenow, Dipl. Landwirt Dr. Hans Möller, Heinrich Manck, Nehls, Ortmann, Soldwedel und Auer verpachtet. Während der Kriegsjahre forderte am 3. November 1941 der Parchimer Landrat Friedrich Roschlaub eine Erhöhung der Dämme, da die Plage teilweise unter Wasser stand. Die Ausbesserung der Abfuhrwege sollte der Pächter Wilhelm Leplow aus Spendin mit Kriegsgefangenen machen, die Kipploren kamen aus der Lewitz. Doch am 27. August 1943 beschwerte sich der Kreisbauernführer über die langsame und schlechte Entwässerung der Dobbiner Plage.
Heute wird die Dobbiner Plage landwirtschaftlich als Dauergrünland durch die Dobbertiner Agrargenossenschaft e. G. genutzt.

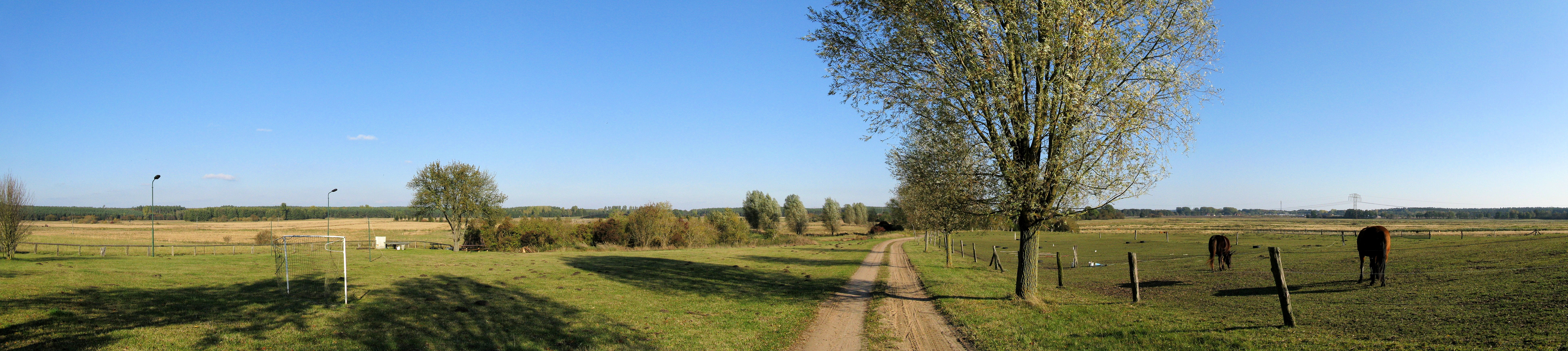
Dobbiner Plage (2009)

### Dorf
Der Dobbertiner Pastor Casper Wilhelm Heerder hatte im Beichtkinderverzeichnis von 1704 für das zu seinem Kirchspiel gehörende Dobbin 32 erwachsene Leute aufgeführt. Der 1708 begonnene Prozess gegen Gustav Kötelmann wegen Unzucht und Schwängerung der Schulzentochter Catharina Elisabeth Eickelberg dauerte vor dem Klosteramtsgericht in Dobbertin fast fünf Jahre.
Bei den Durchmärschen dänischer, schwedischer, russischer und sächsischer Truppen während der Nordischen Kriege (1700–1721) durch das Klosteramtsgebiet kam es 1713 auch in Dobbin zu Plünderungen. Besonders betroffen waren der Dorfschulze Joachim Eickelbargk, Simon Poßel, Joachim Garling und Joachim Sternberg. Neben Fleisch und Schmalz wurden besonders gestohlene Hühner und Schweine durch den Küchenmeister Johann Joachim Friese im Amtsprotokoll des Klosters Dobbertin registriert.
1721 gab es in Dobbin sieben Sandhufen und einen Katen und damit acht besetzte Stellen im Dorf. 1728 wurden als Hauswirte Eickelberg, Sternberg, Wendt, Poßehl und Garling genannt. Einlieger waren Ehme, Poßehl, Krüger Balzin und Eickelberg. Nach 1784 klagte die Hauswirtswitwe Lena Wendt, geb. Jung gegen das Klosteramt wegen Beibehaltung ihres Bauerngehöftes.
Vom 4. Juli 1737 wurde auch das Dorf Dobbin des Klosteramtes Dobbertin durch die Local-Committe der Mecklenburgischen Ritter- und Landschaft des Mecklenburgischen Landtages visitiert. Im Protocollum über die Untersuchung des Hoch-Adelichen Closters Dobbertin ist dazu vermerkt: Ein Frey-Schulze, welcher Extra-Fuhren, und 6 Bauren, so Dienste thun. Die darin befindliche Bauer-Zimmer sind in gutem Stande, außer daß, Paschen Eickelbergs Scheune versacket, deßen Haus hinten neu versohlet und ein Balcken so zerbrochen, darin gebracht werden muß. Joachim Eickelbergs Hauß, so zwar diese Jahr gantz neu aufgebauet, ist noch nicht völlig im Fach fertig. Christian Behrens Hauß sei miserable, daß es kaum ein Jahr mehrstehen kann, deßen Scheune gebraucht ebenfals Reparation.
In diesem Dorffe Dobbien hat man ansonsten befunden, daß auf allen Gehöfften viele neue gesägte Tannenbretter gestanden. Wie man nun gefragt, woher diese genommen, ist ihr Vorwand gewesen, daß die Bäume dazu ihnen vom Ambte geschencket, und wie man näher inquiriret, hat der Bauer Jochim Wendt daß bestätigt. Wie aus einem Protokoll von 1744 zu entnehmen, gab es an der Goldberger Amtsgrenze Streit wegen angeblichen Abhauen von Haselbusch auf der Dornhorst durch Dobbiner Bauern.
Im Mecklenburgischen Beichtkinderverzeichnis von 1751 waren durch den Dobbertiner Pastor Christian Hintzmann neben der Schulzenwitwe Catharina Eickelberg noch weitere sieben Hausleute und zehn Einliegerfamilien sowie der Schulmeister Johann Rode, der Hirte Johann Köpke, die Schweinehirtin Trien Sülken und die dienstlose Magd Vick Boecksche aufgeführt worden. Hausleute waren Jochen Garling, Johann Wendt, Jochen Sternberg, Hans Eickelberg, Michel Möller und Jochen Wendt.
Während des Siebenjährigen Krieges (1756–1763) hatte man 1761 den Hausmann Köpcke und den Einlieger Behrmann als Rekruten an die preußische Armee abgeführt. Nach den schweren Hagelschäden und einem Viehsterben erhielten 1766 die Dobbiner Bauern finanzielle Hilfen und Unterstützung von den Dobbertiner Provisoren August Friedrich von Stralendorff und Friedrich Ludwig von Vieregg und vom Klosterhauptmann Johann Diedrich von der Osten.
1781 kam es zu Grenzregulierungen zwischen dem Klosterdorf Dobbin, dem Gut Dinnes und dem Dorf Schlowe am Kronsmoor, dem einstigen Kranichmoor südlich der Dobbiner Tannen. 1782 gab es Brandschäden am Hof des Bauern Joachim Christopher Voss zu beseitigen, auch eine Klage von ihm gegen das Klosteramt wegen eines als Altenteil dienenden Katens.
Wegen des kärglichen Bodens hatte man bis 1790 die Hufenstellen auf fünf reduziert, dafür stieg aber die Zahl der Tagelöhner und Einlieger im Dorf. Als Hauswirte wurden Hahn, Weltzien, Wiese und Koepke, als Einlieger Eickelberg, Klevenow, Witt, Knüttel, Wendt, Wunderow, Möller, Kröger, Garling und Soltwedel genannt. 1800 zählte Dobbin schon 142 und 1819 sogar 173 Einwohner, darunter die Bauern Wendt, Wiese und Koepke. Während der zurückmarschierenden kaiserlichen Truppen Napoleons waren von Paulowskiys Grenadieren und Jägern in Dobbin vom 24. zum 25. Februar 1806 fünf Offiziere, 138 Gemeine mit fünf Pferden einquartiert. Von seinem fast 2000 Mann starkem Regiment mit schwerer Artillerie nächtigten vom 27. Februar zum 28. Februar 1806 weitere fünf Offiziere mit 160 Soldaten. 1816 erfolgte im Ritterschaftlichen Amt zu Goldberg die Verurteilung des Johann Joachim Drews aus Dobbin wegen Diebstahls im Schulzenhaus zu Groß Breesen durch das Klosteramtsgericht.

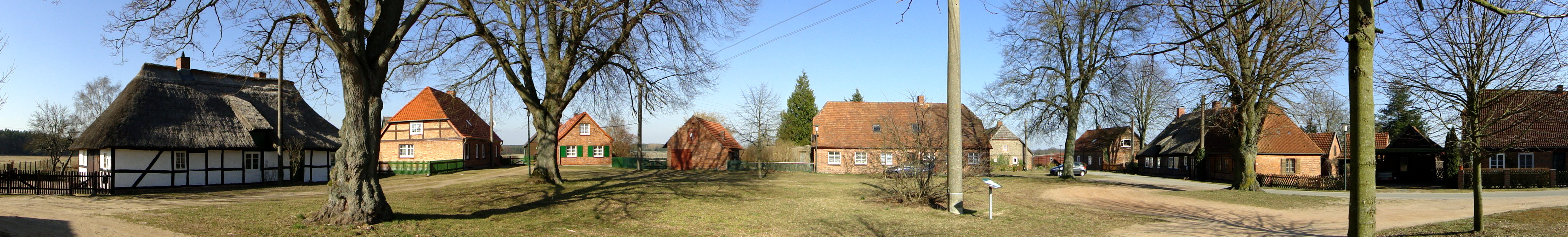
Dorfanger in Dobbin (2011)

Anfang des 19. Jahrhunderts wurden durch das Klosteramt in Dobbin eine Reihe von Reformen durchgeführt, welche die wirtschaftliche Lage der Bauern und das Dorfbild stark veränderten. Neben der weiteren Absenkung des Dobbiner Sees zur Grünlandgewinnung hatte man bis 1835 die kleinen und zerteilten Ackerflächen der Feldmark reguliert und auf die fünf vorhandenen Bauernstellen, die zu Erbpachthöfen wurden, verteilt. In den Folgejahren wurden vier der Bauernstellen als Ausbauten auf ihre Äcker verlegt. Diese Einzelgehöfte bezeichnete man als Dobbin-Ausbau. Die im Dorf verbliebenen Hofstellen mit dem Wohnhaus, einer Scheune, einem Garten und etwas Ackerland wurden in Büdnereien umgewandelt. Mit dem Schulzen Müller wohnten noch Koepke, Nehls und Wendt im Ort. Von 1868 prägten die fünf Erbpächter und die drei Büdner das Bild des kleinen Bauerndorfes. Mit diesen Halbbauern, von denen Möller den Dorfkrug und Kaufmannsladen betrieb, wohnten noch Handwerkern und Forstarbeiter des Klosteramtes im Dorf. Carl Christoph Friedrich Sternberg wurde als Jäger im Mecklenburgischen Jäger-Bataillons Nr. 14 in der Schlacht bei Orleans am 2. Dezember 1870 verwundet und starb am 26. Dezember 1870 im Lazarett zu Versailles, seine Gedenktafel wurde restauriert und hängt seit März 2020 wieder in der Dobbertiner Klosterkirche.
Während eines schweren Gewitters in der Nacht vom 23. zum 24. August 1873 war nach einem Blitzschlag das Viehhaus der Hufe 3 abgebrannt. Die Dobbertiner Feuerspritze konnte wirksame Hilfe leisten. Im Dorf waren nur wenige Feuerlöschgeräte vorhanden. Eine Feuerlöschordnung für Dobbin wurde durch die Klostervorsteher wegen fehlender Zeit erst 1890 erlassen.
1874 gab es beim Schulzen Carl Wendt, Hufe 2, im Bereich der Jager Tannen Grenzregulierungen.
Nach der Volkszählung von 1876 hatte Dobbin 163 Einwohner. Bis Mitte des 19. Jahrhunderts hatte sich Dobbin als Bauerndorf völlig verändert. Die Zahl der kleinen Leute, wie man die Handwerker und Waldarbeiter des Klosteramtes bezeichnete, nahm ständig zu. Die etwas ärmlichen Katen der Einlieger standen eng am Dorfweg und zwischen den Höfen der Büdner. Die südlichen, unfruchtbaren Teile der Dobbiner Feldmark mit dem Sandboden hatte man aufgeforstet. Diese Buerdannen erinnern heute noch an das große Bauerndorf. Ein Teerofen stand südlich auf dem Teerabendsbarg. Dort wurde einst Holzteer für die Fischerboote und Holzkohle für die Schmiede gewonnen.
1878 hatte man nach einer Beschwerde des Lehrers Ullrich die Gräben im Torfmoor, wo einst Torf gestochen wurde, gereinigt. Nach Abschluss der Flurbereinigung wurde durch das Klosteramt 1890 das letzte Einzelgehöft als Ausbau angelegt. 1893 zählte man in Dobbin fünf Erbpächter und drei Büdner. Der mit dem Klosteramt Dobbertin abgeschlossene Büdner-Contract hatte nur 51 Seiten mit 34 Paragraphen. Zu weiteren Gehöftsverlegungen kam es nicht mehr, da es Schwierigkeiten beim Wegebau und mit der Elektrifizierung gab. Durch Blitzschlag im Sommer 1896 brannte ein einhischiger Katen ab.
Dorfschulze in Folge waren:
- 1588–1596 Tias Eicklenbergk
- 1661–1675 Joachim Eickelbergk
- 1712–1788 Joachim Eickelberg
- 1887–1889 Carl Wendt
- 1889–1893 Heinrich Möller, Hufe 3, erstmals Führung eines Dorfkassenbuches
- 1894–1912 Fritz Nehls (bis 5. Oktober 1912), ab 11. Februar 1904 Führung des Dorfbuches
- 1912–1921 Fritz Möller, Hufe 5
- 1924–1925 Hans Nehls-Westphal
- 1925–1932 Wilhelm Hahn
- 1932–1936 Büdner Wilhelm Klevenow
- 1938–0000 Lehrer Hermann Müller

Am 26. Februar 1890 wurde zur Regulierung des Gemeinwesens einschließlich des Armenwesens die für Dobbin erlassene Dorfordnung von der Schulzenschaft durch F. Wendt, Friedrich Nehls und Hermann Müller und den Provisoren Carl Friedrich Ludwig von Lützow, Ernst von Gundlach sowie dem Klosterhauptmann Wilhelm Thedwig von Oertzen vom Klosteramt Dobbertin unterzeichnet. Die Erbpächter und Büdner in Dobbin blieben weiterhin unter sich. Der Gemeindeverwaltung unterstanden auch das Armen- und Feuerlöschwesen, die Instandhaltung der Landstraße und Dorfwege, die Reinigung der Bäche und Gräben innerhalb der Gemeindefeldmark. Sie war ebenfalls für die Haltung eines Nachtwächters und Feldhüters zuständig. Der Schulzenrat bestand aus dem Dorfschulzen und zwei vom Klosteramt aus den Erbpächtern auf je sechs Jahre ernannte Schöffen. Frauenzimmer und Personen, die nicht im Vollbesitz der bürgerlichen Rechte waren, durften an Dorfversammlungen nicht teilnehmen. Wenn Mitglieder der Dorfversammlung unentschuldigt fernblieben, konnten sie durch den Schulzenrat mit einer Geldstrafe bis zu drei Mark verurteilt werden. Die Aufsicht über die Gemeinde Dobbin wurde vom Klosteramt als Landesherrliche Oberaufsicht des Großherzoglichen Ministerium des Innern ausgeübt.
Bürgermeister in Folge waren:
- 1936–1945 Richard Engelland
- 1946 Ludwig Ortmann
- 1949 Erich Schröder

Am 18. August 1901 hatte ein Blitz die Scheune des Erbpächters Fr. Köpke getroffen. Sie brannte daraufhin nieder. 1902 gab es in Dobbin fünf Erbpächter und drei Büdner. L. Möller hatte einen Gasthof und Kaufmannsladen. Ab 1920 erhielten die Dobbiner Büdner vom Klosteramt Pachtland nahe der Mildenitz und Wiesen der Dobbiner Plage zur Grünlandgewinnung. Das Dorf und seine Feldmark hatten sich in den Jahrzehnten stark verändert. Die Struktur wurde aber nach Auflösung des Landesklosters 1920 im Wesentlichen bis in die heutige Zeit erhalten. Vor Weihnachten 1920 gab es einen Überfall auf den Hofbesitzer Köpke, der dabei eine Schussverletzung erhielt.
1922 waren die 18 Katenwohnungn von zwei Forstarbeitern, zwei Handwerkern und Tagelöhnern des Klosterbauhofes belegt. Am 21. Juni 1923 wurde dem Schulzen Friedrich Möller ein Ferkel gestohlen und auf dem Markt in Güstrow verkauft.
1922 brannte die Scheune des Bauern Speckin ab, am 20. September 1923 brannten mehrere Strohmieten durch Brandstiftung. Dem Schulzen Möller wurde am 21. Juni 1923 ein Ferkel gestohlen und auf dem Markt in Güstrow verkauft. 1926 hatte man den Landweg nach Dobbin von 14 auf acht Meter verschmälert, ursprünglich war er 16 Meter breit. 1927 hatten die fünf Hufen noch bis zu 60 Hektar Land mit vier Pferden, zehn Kühen, 30 Rindern und 20 Schweinen. Bei einem Brand auf dem Hof von Speckin wurden 1927 die Dreschmaschine, eine Schrotmühle und der Häcksler vernichtet.
1929 zählte Dobbin 140 Einwohner, 1933 sogar 152 Einwohner und 1937 waren es nur noch 127. Die Gärten des Amtsresevats waren 1933 an Emma Klasen, Paul Möller, Wilhelm Hahn, Karl Koch, Ludwig Mevius, Heinrich Fründt, Ludwig Ortmann, August Westphal, Karl Soltwedel, Heinrich Auer, Friedrich Nehls und Johann Cords verpachtet. Im Frühjahr 1937 hatte man die Dorfstraße, den Plageweg, erneuert und auf dem Platz vor dem Dorfeingang sechs Linden, vier Kastanien und zwei Eichen gepflanzt. Im Sommer 1937 erhielt der Dorfschulze eine Pumpe und die beiden Dorfpumpen im Ort wurden repariert. Die öffentliche Fernsprechstelle befand sich beim Kaufmann Ludwig Möller. Standesbeamter war Lehrer Hugo Schmidt aus Dobbertin. Hofbesitzer waren Richard Engelland, Friedrich Köpke, Dr. rer. nat. Hans Möller, Hans Nehl-Westphal und Paul Speckin. Büdner waren der Gemeindevorsteher Wilhelm Klevenow, der Kaufmann Ludwig Möller und Friedrich Nehls.
1952 wurde der Ort an das Energienetz angeschlossen und die in Dobbertin gegründete LPG Kurt Bürger Typ I übernahm und bewirtschaftete die landwirtschaftlichen Nutzflächen. 1982 zählte Dobbin noch 83 Einwohner.
Das heutige Ackerland der Dobbiner Feldmark und der Plage wird von der Dobbertiner Agrargenossenschaft e. G. bewirtschaftet. Heute ist Dobbin ein Wohn- und Feriendorf mit einem Reiterhof und einer kleinen Autoreparaturwerkstatt. Am 12. Februar 2013 vernichtete ein Brand die gesamte Werkstatt.

### Eingemeindung
Seit dem 1. April 1921 war das zuvor zum Klosteramt Dobbertin gehörende Dobbin eine eigenständige Landgemeinde. Am 11. Juni 1921 hatte der Gemeindevorstand mit dem Schulzen F. Möller und den Schöffen H. Hahn und C. Barwandt eine Ortssatzung erlassen.  Am 10. Juni 1950 erfolgte die gesetzlich angeordnete Zusammenlegung von Dobbin mit der Gemeinde Dobbertin, die am 1. Juli wirksam wurde.

### Gebäude im Dorf

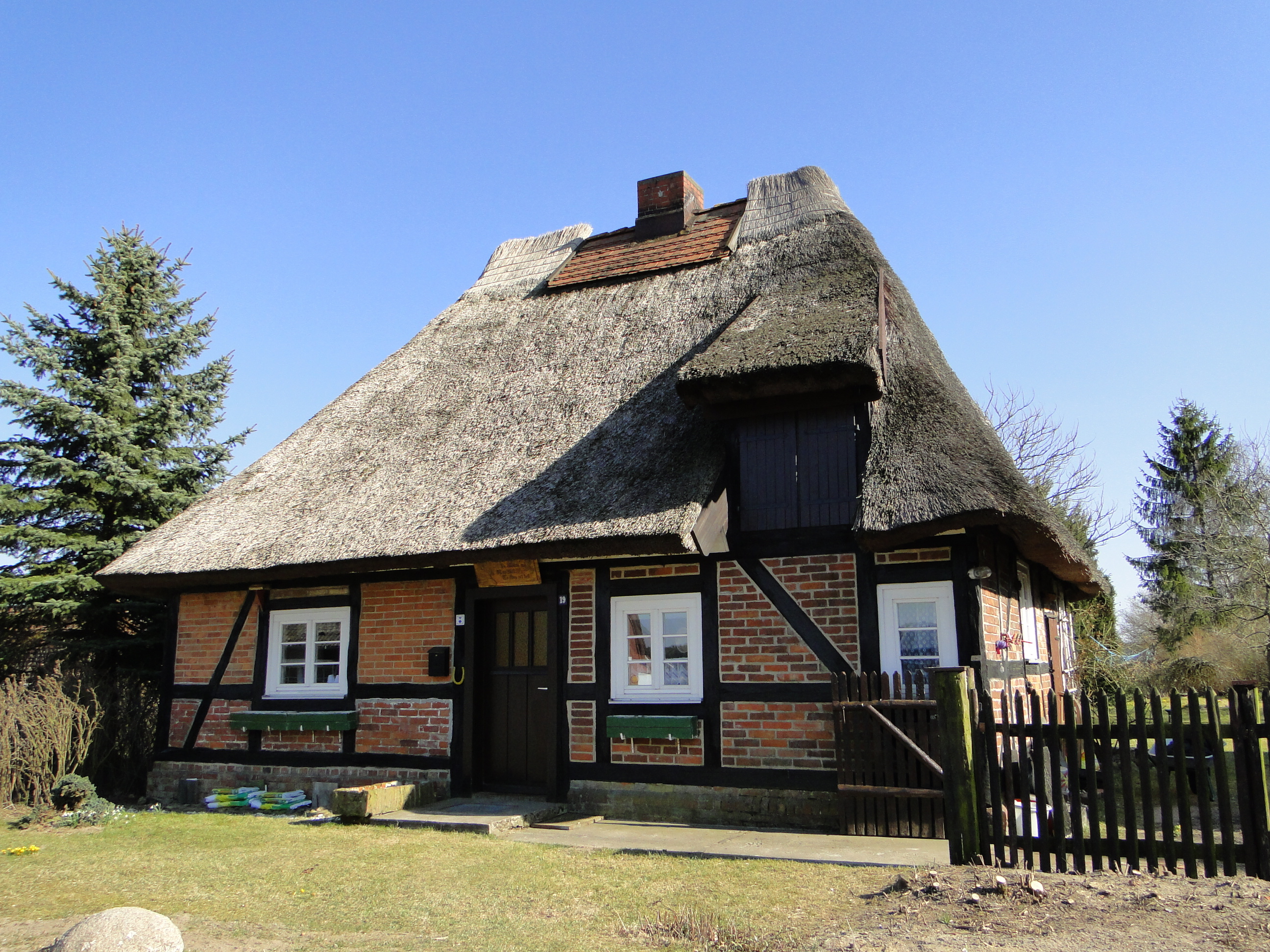
Fachwerkhaus mit Reetdach (2011)

Von den ersten Katen und Höfen in Dobbin ist nichts überliefert. 1785 ist der Bau einer Bauernscheune erwähnt worden. Im Plan der Ritterschaftlichen Brandversicherung von 1818 sind in Dobbin fünf Bauernhäuser, 15 Katen, fünf Scheunen, sechs Ställe, ein Schweinestall und ein Schulhaus neben dem Kirchhof mitten im Ort verzeichnet. Ein weiterer Katen befand sich noch im Bau. Erst nach der Umsiedlung der Bauernstellen auf ihr Ackerland und der Zunahme von kleinen Leuten im Dorf setzte ab Mitte des 19. Jahrhunderts eine rege Bautätigkeit ein. Vor allem baufällige und einhischige Katen wurden abgerissen und neue, sogar vierhischige Katen errichtet. 1867 entstand ein massiver Katen mit zwei Wohnungen und Altenteilern erstmal mit geteertem Pappdach. 1877 entstand ein weiterer zweihischiger Katen mit Stall für zwei eingehende einhischige Katen. 1885 errichteten die Handwerker des Klosterbauhofes einen Stall für den Schneider Witt und 1886 einen Altenteilerstall. 1887 kam ein Tagelöhnerstall hinzu.
Erst am 27. November 1890 wurde das schon am 12. März 1889 erlassene Ortsstatut zum Feuerlöschwesen in den Dörfern des Klosteramtes durch den Dobbiner Schulzenrat H. Müller, F. Wendt und F. Nehls sowie durch den Klosterprovisor Carl von Lützow und Ernst von Gundlach und den Klosterhauptmann Thedwig von Oertzen unterzeichnet. Die Klostervorsteher berichteten darüber aber schon am 19. November 1890 auf dem Landtag in Malchin.
An Löschgeräten waren zwei Feuerküfen auf Schleifen oder Wasserwagen, drei Feuerleitern von zehn Metern Länge, drei Feuerhaken von sieben Metern Länge und drei Löschwische in der Gemeinde zu halten. Dazu hatte jeder Erbpächter auf seinem Hof noch zwei lederne oder hanfene Feuereimer, eine Feuerleiter von 8,60 Meter Länge, einen Feuerhaken von drei Pfund Schwere an einem Stiel von 5,70 Meter Länge und zwei Löschwischen zu halten. Das waren Feuerpatschen, bestehend aus langen Holzstangen mit einem Lappen, der beim Löschen der Dächer angefeuchtet wurde. Auf der Schulmeisterei und in allen Büdnereien waren zwei lederne oder hanfene Feuereimer, ein Feuerhaken mit Stiel und zwei Löschwische zu halten. In jeder anderen Wohnung sollte noch ein lederner oder hanfener Feuereimer bereitstehen. Alle Feuereimer waren mit dem Namen der Ortschaft Dobbin zu versehen. Die Anschaffungsfrist betrug ein halbes Jahr.
Nach der Dobbiner Feuerlöschordnung war der Dorfschulze der Brandmeister. Bei einem Brand erfolgte die Abgabe des Feuersignals durch öffentliche Ansage und bei Nachtzeiten hatte der Nachtwächter Hornsignale abzugeben. Die Bedienung des Wasserwagens erfolgte durch zehn Männer, die Spann- und Reitdienste hatten die Pferdebesitzer abzusichern. Bei auswärtigen Feuerbrünsten waren ein Wasser- und ein Mannschaftswagen mit zehn Männern und dem Schulzenrat abzusenden.
Der 1891 genehmigte Tagelöhnerkaten wurde 1892 durch die Handwerker des Klosterbauhofes für 1173,29 Mark fertiggestellt und war gegenüber dem Angebot um sechs Mark billiger geworden. Im Sommer 1896 brannte durch Blitzschlag ein einhischiger Katen mit zwei Wohnungen ab. Der Schaden betrug 1994,76 Mark. An der Lehrerwohnung hatte man 1898 für 1.274,32 Mark ein neues Stall- und Scheunengebäude errichtet. Im Sommer wurde am neuen Katen noch ein Schweinestall angebaut, der 40,94 Mark billiger wurde. Nach 1901 nahm in Dobbin die Bautätigkeit ab, es wurde nur noch eine der sehr baufälligen Scheunen durch einen Neubau ersetzt.

#### Schulhaus

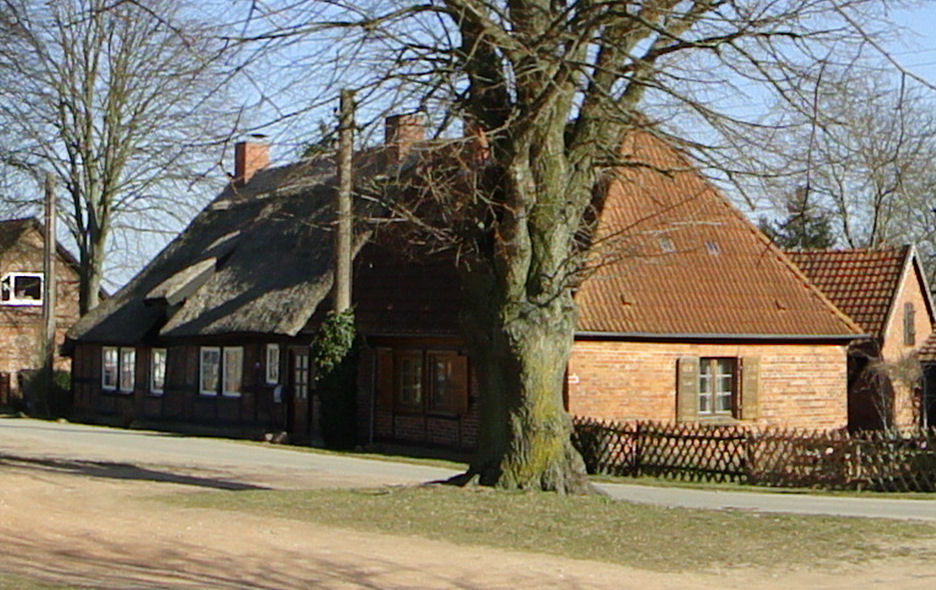
Um 1730 errichtetes Gebäude am Dorfanger, zeitweise als Schule genutzt (2011)

Am 18. Februar 1749 hatte der Klosterhauptmann Jobst Heinrich von Bülow auf Woserin alle Dorfschulzen und wichtigsten Hauswirte der Klosterdörfer ins Amtshaus nach Dobbertin geladen. Die Jugend des Klosteramtes war seit einiger Zeit sehr in Unordnung geraten, da in einigen Orten wenig oder gar keine Schule gehalten wurde. Wegen der Entfernung und des schlechten Weges oder wegen fehlender Schulmeister und Schulkaten schickten die Eltern ihre Kinder nicht zur Schule. Die Dobbiner baten die Klostervorsteher, ihrem gegenwärtigen Schulmeister Rode einen eigenen Schulkaten zu geben. Der Schulmeister Johann Rode wurde sofort auf vier Jahre bestellt und bekam einen Kontrakt mit sechs Paragraphen. Ohne Versäumnisse und Nachlässigkeit des Schulwesens hatte er die Jugend auf das fließigste im lesen, beten und Singen, auch so viel ihm möglich im Schreiben zu informieren, und zur Gottesfurchtanzuhalten.
Im Beichtkinderverzeichnis von 1751 ist ein Jacob Rode als Schulmeister genannt. Das mit Schilf gedeckte, aus Lehmwänden bestehende und heute noch vorhandene Fachwerkhaus am ehemaligen Kirchhof war 1818 schon das Schulhaus. 1827 wurde es erstmals auch im Großherzoglich Mecklenburg-Schwerinschen Staatskalender erwähnt. 1846 ließ das Klosteramt Verbesserungen im Schulraum vornehmen.
Bei der Neueinstellung des Lehrers Wismar wurde 1881 der Schullehreracker um 200 Quadratmeter vergrößert.
Für die Schulen im Klosteramtsgebiet hatten die Klosterprovisoren Josias von Plüskow, Dietrich von Mecklenburg und der Klosterhauptmann Wilhelm von Oertzen am 13. August 1886 eine neue Schulordnung erlassen. 1998 wurde auf dem Schulgehöft mit der Schullehrerwohnung ein neues Stall- und Scheunengebäude errichtet.
Die Dorfschule in dem schon über 120 Jahre alten Gebäude genügte 1904 nicht mehr den damaligen Anforderungen. Im Schulhaus befanden sich neben der Schulstube noch die Lehrer- und eine Forstarbeiterwohnung. Die Klostervorsteher entschieden sich für einen Neubau. Das alte Schulhaus bewohnten danach Altenteiler und arme Leute aus Dobbin. Der 1905 nach den Richtlinien des Großherzoglichen Ministeriums, Abteilung für Unterrichtsangelegenheiten, begonnene Neubau verzögerte sich durch Brandschadensbeseitigungen in einigen Klosterdörfern. Erst im Sommer 1906 wurde das Schulhaus für 5 603,02 Mark fertiggestellt und war gegenüber dem Angebot exakt 3,50 Mark teurer.
Schullehrer waren:
- 1749 Johann Rohde[40]
- 1819 Lachmeyer
- 1841–1878 Ullerich[41]
- 1881–1902 Wismar
- 1902–1911 Albert Wismar
- 1912–1915 Friedrich Burgdorf
- 1915–1916 Buchholz, Vertretung aus Kläden
- 1917–1918 Schmidt, Vertretung aus Dobbertin
- 1919–1926 Ulrich Kartz
- 1926–1933 Hermann Müller
- 1933–1939 Walter Ganzel
- 1940 Ebert, Vertretung aus Kläden, danach Zidderich
- 1946–1949 Erika Bernstorff, geb. Kind
- 1950–1952 Hans Guhl

Nach Auflösung des Dobbertiner Klosteramtes sollte 1921 die Dobbiner Gemeinde die Dorfschule übernehmen, doch die Verhandlungen mit der Schulbehörde der Lübzer Landdrostei dauerten bis 1925. Am Schulhaus fehlten ein Abort für Knaben, eine Müll- und Dunggrube und eine Wasserpumpe. Im Klassenraum fehlten die Wandkarten von Mecklenburg und Deutschland, Lehrmittel für Chemie und Mechanik, ein Lineal und Zirkel für die Wandtafel und ein Schulschrank. Auf dem Turnplatz fehlten alle Turngeräte.
1952 wurde die Schule aufgelöst und die Kinder gingen nach Dobbertin zur Schule.

#### Forsthof
Nach dem Dreißigjährigen Krieg waren auf der westlichen Dobbiner Flur bis zum Revier Schlowe größere Ackerflächen mit Dannen bewachsen, die aufgeforsteten heutigen Dobbiner Tannen.
Das Forsthaus ist 1878 durch das Dobbertiner Klosteramt am südlichen Ortseingang errichtet worden. In Richtung Dobbertin befinden sich der nach dem Dorfschulzen benannte Schultenbarg und die Bullenwisch. Durch enorme Wildschäden in den Dobbiner Tannen und den hohen Kosten für die Wildwächter im Klädener Revier erfolgte 1904 eine Abgatterung der Dobbiner Feldmark.
Revierförster in Folge waren:
- 1929 Burmeister
- 1930 Pinnow
- 1933–1949 Fritz Koppelow
- 1950–1990 Karl Friedrich Clodius

Zur Dobbertiner Forst im Klädener Forstrevier gehörten 1929 noch 707 Hektar, davon 35 Hektar Laubholz und 620 Hektar Nadelholz. Das Revier hatte einen guten Bestand an Rot-, Schwarz- und Rehwild.
Wegen Baufälligkeit hatte man 1904 den alten Stall durch einen Neubau ersetzt. Das Forsthaus mit Stall wurde 2012 saniert.

#### Friedhof mit Kapelle

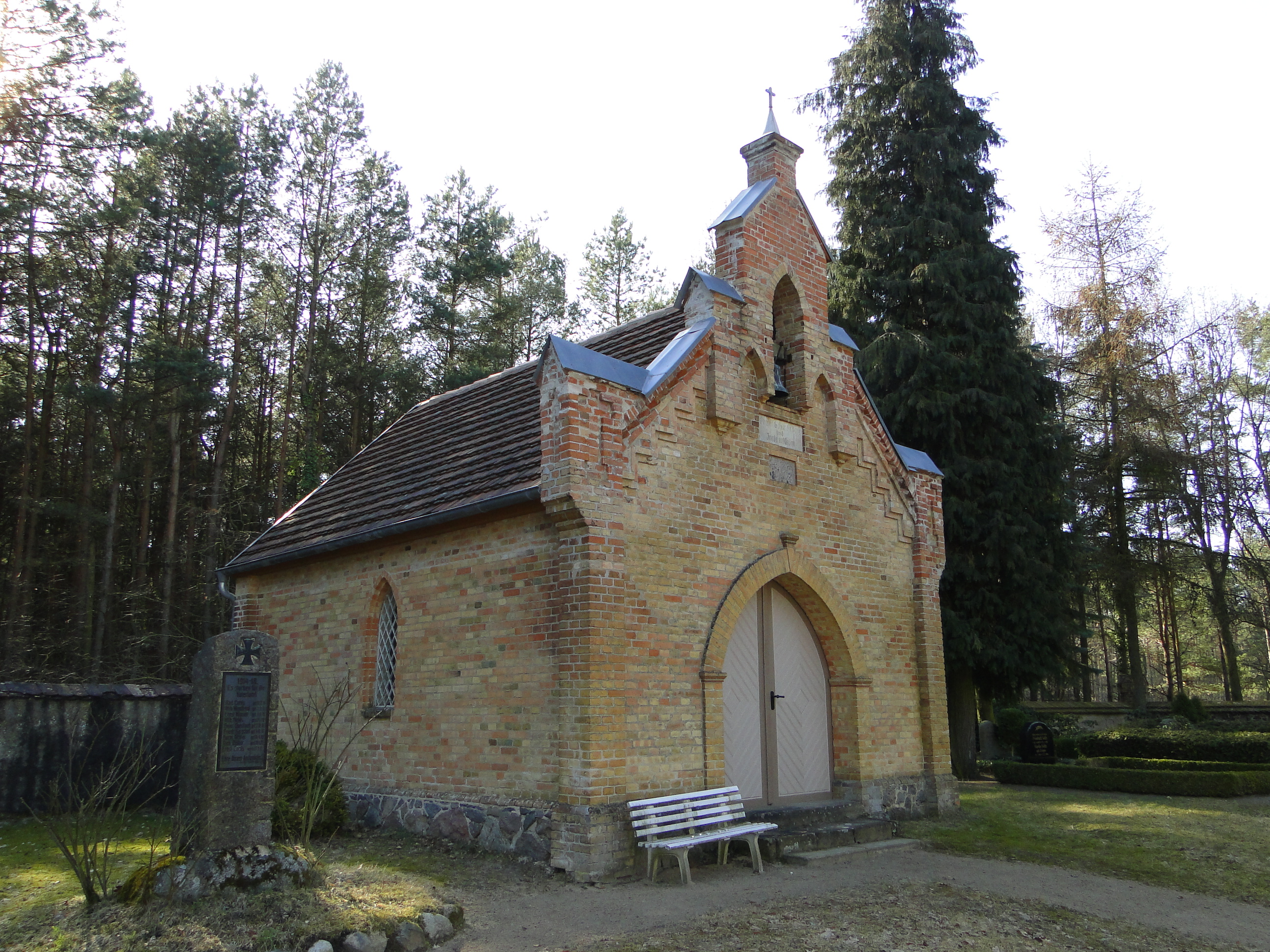
Friedhofskapelle (2011)

Vor 1818 befand sich der von drei Bauernhöfen im Halbkreis umgebene alte Friedhof noch am nordwestlichen Dorfende. Er wurde im Oktober 1922 beräumt, danach mit Linden bepflanzt und wird nun als Dorfplatz genutzt. Im Juli 1997 stürzte eine der Linden samt Wurzeln um.
Nach 1845 wurde der neue Friedhof in ein Waldstück südwestlich des Ortseingangs verlegt.

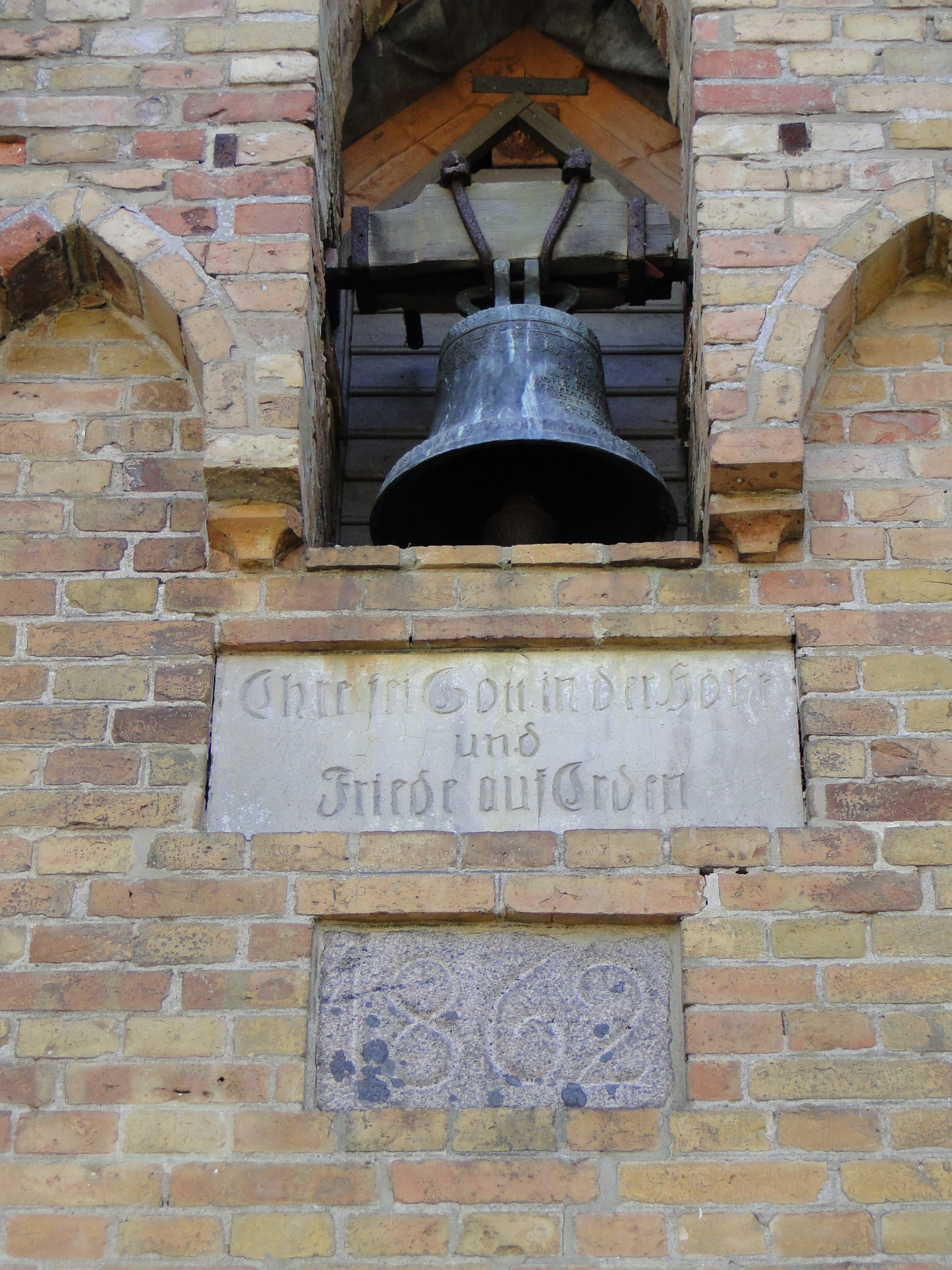
Glocke von 1760 und Inschriften im Giebel der Kapelle (2011)

Auf Bitten des Dobbertiner Pastors Friedrich Pleßmann hatten die Klostervorsteher 1862 eine kleine Kapelle errichten lassen. Der östliche Schmuckgiebel mit einem Dachreiter als Glockenstuhl sowie die Außenwände sind im Ziegelrohbau aus gelben Mauerziegeln hergestellt worden. Das Satteldach wurde mit Biberschwänzen als Kronendach eingedeckt. Im Giebel befindet sich unter der kleinen Bronzeglocke ein Granitstein mit dem Datum 1862, darüber die Inschrift: Ehre sei Gott in der Höhe und Frieden auf Erden. Am 25. Juli 1863 informierte Dr. Polstorff von der Superintendentur aus Güstrow den Oberkirchenrat in Schwerin.
Die Bronzeglocke wurde 1760 durch Johann Valentin Schulz in Rostock gegossen. Sie ist älteste noch erhaltene Glocke der Dobbertiner Klosterkirche. Die obere Inschrift lautet: SOLI DEO GLORIA J. V. SCHULZ ME FECIT ROSTOCHI, die untere Inschrift: OELG: ANNA ILSABE VON KRUSEN 1760. JOAH: DIED: V. D. OSTEN AUF CARSTORF, JOBST HINRICH VON BÜLOW AUF WOSERIN ERBHERR UND KLOSTER HAUPTMANN ANNO 1760 ENG: PASCH: FRIESE. Küchenmeister.
Im Juli 1950 wurde der bauliche Zustand der Friedhofskapelle nach einer Ortsbesichtigung durch den Regierungsbaurat a. D. Heinrich Wehmeyer vom Hochbauamt Parchim für gut eingeschätzt. Mit dem Zusatz: auch der Friedhof macht einen guten und gepflegten Eindruck ging die Information mit einer angefertigten Skizze der Friedhofskapelle am 5. Juli 1950 an den Oberkirchenrat nach Schwerin. Dazu fuhr der 65-jährige Heinrich Wehmeyer mit dem Zug bis zur Bahnstation Below und mit dem Dienstfahrrad nach Dobbin.
1954 und 2006 erfolgten Reparaturen am Dach der Friedhofskapelle. Am Himmelfahrtstag, den 5. Mai 2016 wurde die kleine Bronzeglocke mit dem Klöppel nach einer Reparatur des Elektromeisters Udo Griwahn durch Pastor Christian Hasenpusch wieder geweiht und zum Läuten gebracht.
Vom Eingang des kleinen gepflegten Waldfriedhofs aus wurden an der rechten inneren Friedhofsmauer Dobbiner Familien nach ihrem Freitod am 3. Mai 1945 bestattet. Auch die NS-Frauenschaftsführerin des Kreises Parchim, Agnes von Bülow wurde dort ohne Namensschild beigesetzt. Der Parchimer Landrat Friedrich Roschlaub hatte sie am 22. Juni 1936 als Vertrauensfrau im Dobbertiner Klosterkonvent eingesetzt. Sie wurde durch den Konvent nicht gewählt und schied nach ihrem Freitod am 13. November 1945, sie erhängte sich auf dem Dachboden im Dobbiner Forsthaus, aus dem Leben. Nach etlichen Verhören durch NKWD-Offiziere in Dobbertin blau und grün geschlagen, kam sie zu Fuß mit einer Milchkanne in der Hand nach Dobbin. Dort fand sie im Forsthaus bei der Familie des Försters Koppelow Aufnahme, denn seine zweite Frau Lissi Knack war eine enge Freundin von Agnes von Bülow. Nach dem Kriege wurde sie allgemein nur als Nazi-Bülow erwähnt.

## Denkmale

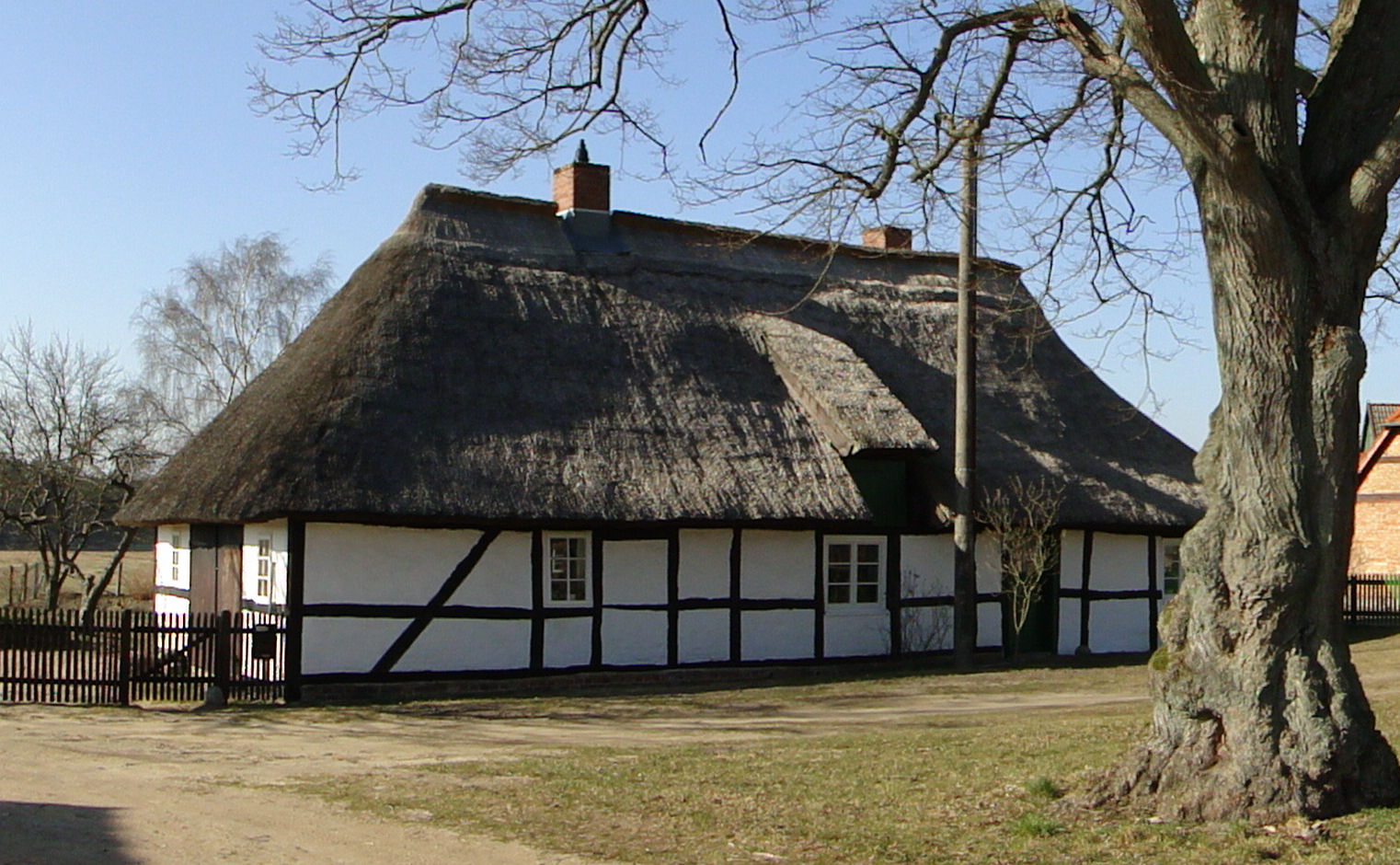
Reetgedecktes Fachwerkhaus (2011)

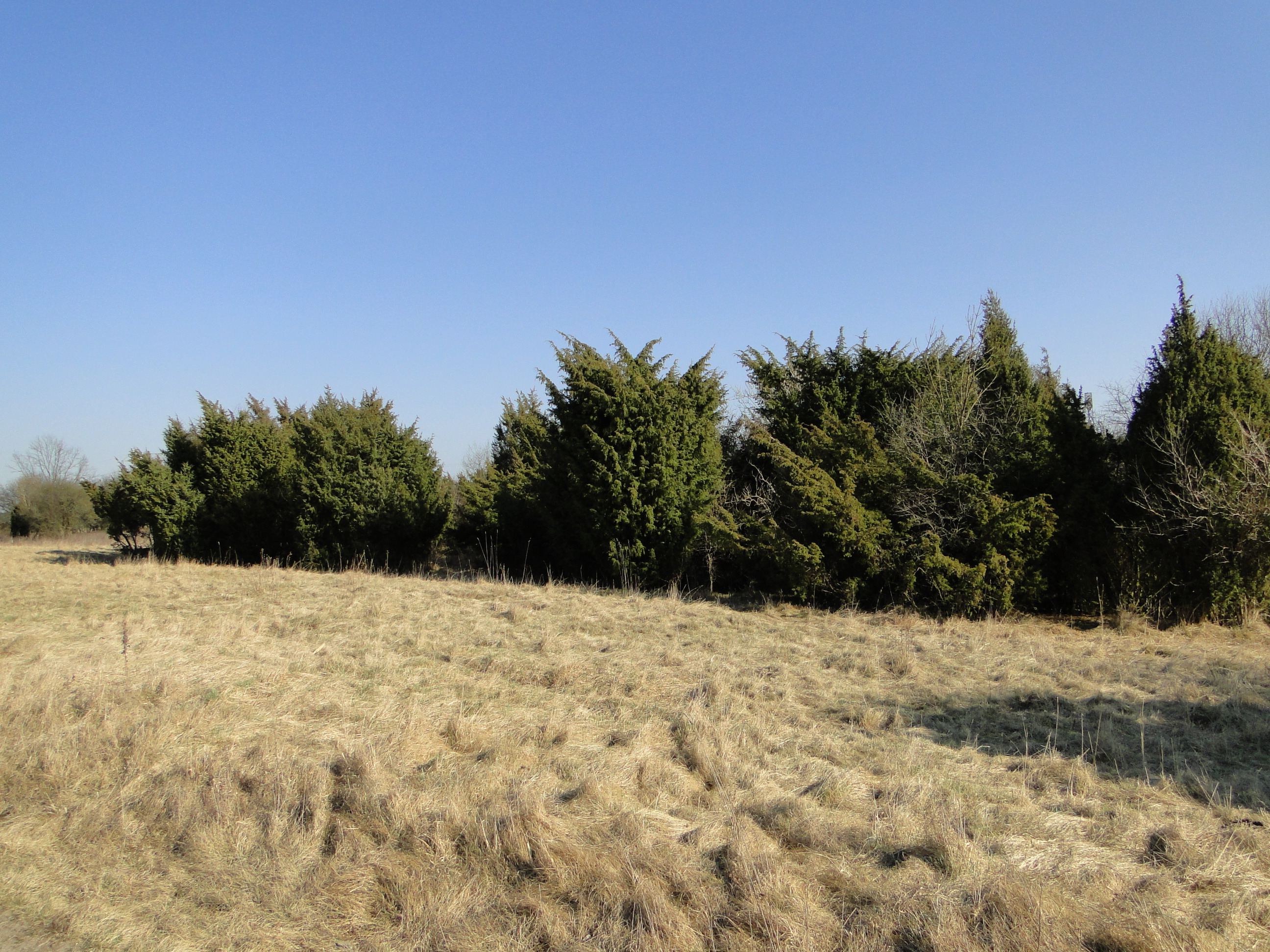
Wacholder im Flächennaturdenkmal Teilfläche der Paradieskoppel Dobbertin (2011)

### Baudenkmal
Unter Denkmalschutz stehen im Plageweg die Wohnhäuser 7, 12 a–c, 15, 18, 19 und 21 mit den zwei Ställen sowie die Büdnerei 8. Am Ortseingang noch die Friedhofskapelle, das Kriegerdenkmal von 1914/18 und die Friedhofsmauer mit der Allee.

### Flächennaturdenkmal
Inmitten der Dobbiner Plage, etwa 700 Meter nordöstlich des Ortes, liegt das Flächennaturdenkmal Teilfläche der Paradieskoppel Dobbertin mit Wacholdersträuchern.

### Gedruckte Quellen
- Mecklenburgisches Urkundenbuch (MUB)

### Ungedruckte Quellen
Landeshauptarchiv Schwerin (LHAS)
- LHAS 1.5-4/3 Urkunden Kloster Dobbertin
- LHAS 2.12-3/2 Klöster und Ritterorden
- LHAS 3.2-3/1 Landeskloster/Klosteramt Dobbertin
- LHAS 3.2-4 Ritterschaftliche Brandversicherung
- LHAS 5.11-2 Landtagsverhandlungen, Landtagsversammlungen, Landtagsprotokolle und Landtagsausschuß
- LHAS 5.12-3/1 Mecklenburg-Schwerinsches Ministerium des Innern
- LHAS 5.12-4/2 Mecklenburgisches Ministerium für Landwirtschaft, Domänen und Forsten
- LHAS 5.12-4/3 Mecklenburgisches Ministerium für Landwirtschaft, Domänen und Forsten, Abt. Siedlungswesen, Kreis Parchim
- LHAS 10.63-1 Verein für mecklenburgische Geschichte und Altertumskunde

Landeskirchliches Archiv Schwerin (LKAS)
- LKAS, OKR Schwerin, Specialia, Abt. 1 Nr. 039 (1858-1865), 040 (1985-1994).

## Karten
- Bertram Christian von Hoinckhusen: Mecklenburg Atlas um 1700 mit Beschreibung der Aemter, Blatt 61 Beschreibung des Klosteramts Dobbertin.
- Topographisch oeconomisch und militaerische Charte des Herzogthums Mecklenburg-Schwerin 1758 Klosteramt Dobbertin mit der Sandpropstei vom Grafen Schmettau.
- Direktorial-Vermessungskarte Von dem Hochadelichen Dobbertinschen Klosteramt 1759.
- Wiebekingsche Karte von Mecklenburg 1786.
- Charte von den Besitzungen des Klosters Dobbertin, Abteilung I. 1822, enthält Dobbin, angefertigt nach den vorhandenen Gutskarten Anno 1822 durch S. H. Zebuhr.
- Brouillion von dem Dorffelde Dobbertin zum Hochadel Kloster Dobbertin auf Verordnung Gemeinschaft Directorial Commission vermessen aus 1771 durch Franz von See, retcifiert und gezeichnet im Jahre 1824 von Heinrich Christian Stüdemann.
- Charte von der Dorffeldmark Dobbertin vermessen durch Franz von See, eingeteilt und chartiert 1842/43 durch Heinrich Christian Stüdemann, copiert 1868 durch S. H. Zebuhr.
- Preußische Landes-Aufnahme 1880, Großherzogthum Mecklenburg-Schwerin 1882, Dobbertin Nr. 946.
- Wirtschaftskarte Forstamt Dobbertin 1927/1928.
- Offizielle Rad- und Wanderkarte Naturpark Nossentiner/Schwinzer Heide, 2010.